# Edward Strzelecki

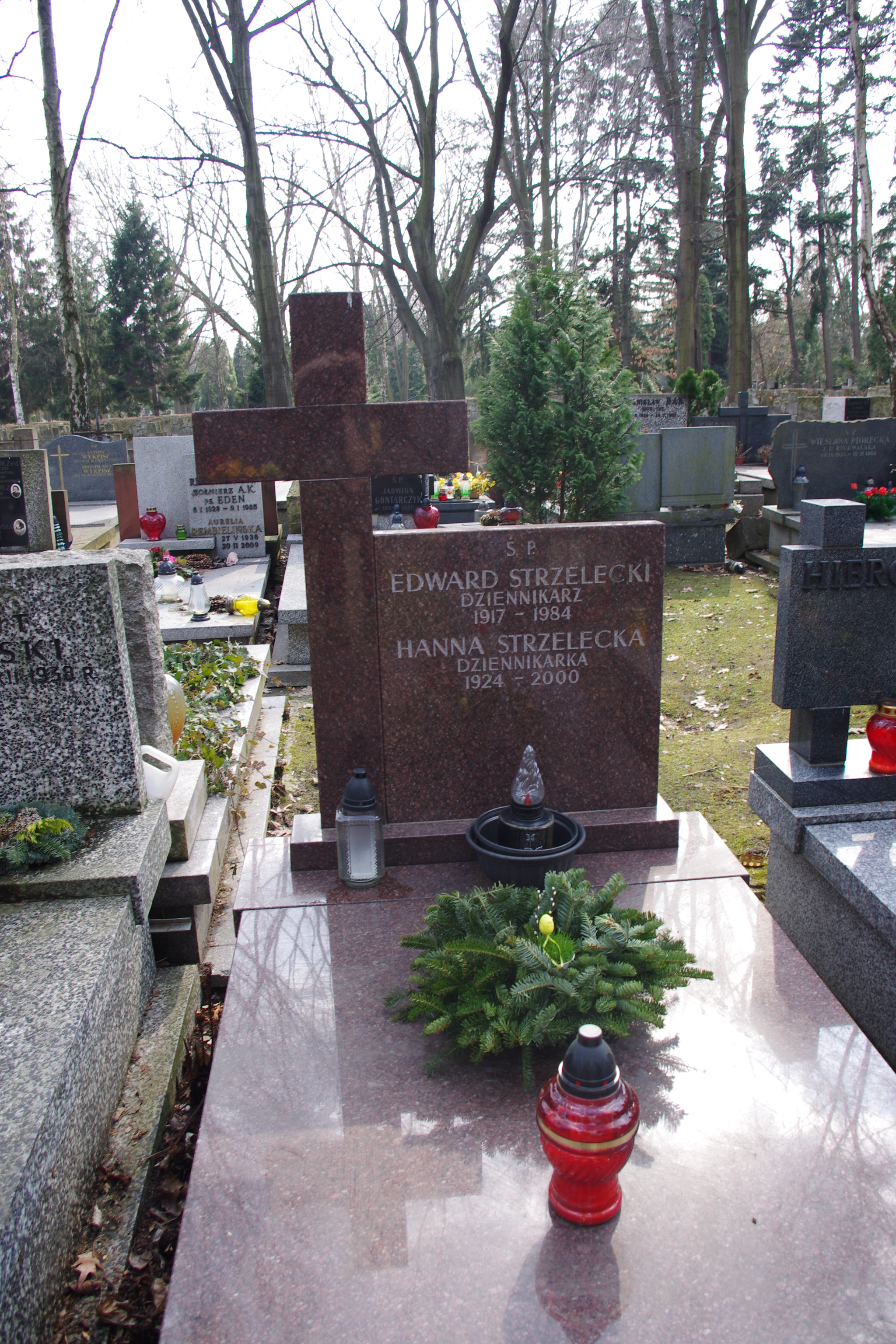
Grób dziennikarzy Edwarda i Hanny Strzeleckich na Cmentarzu Wojskowym na Powązkach w Warszawie

Edward Strzelecki, pseud. Edward Dąbrowski, kryptonimy Est., EJS (ur. 25 marca 1917 w Sosnowcu, zm. 24 lipca 1984 w Warszawie) – polski dziennikarz i działacz sportowy, wieloletni redaktor naczelny "Przeglądu Sportowego".

## Życiorys
Był synem Jana (urbanisty) i Janiny z Zagrzejewskich (nauczycielki), bratankiem dziennikarza i redaktora naczelnego "Przeglądu Sportowego" (w latach 1931-39) Mariana Strzeleckiego. Po ukończeniu szkoły średniej im. księcia Józefa Poniatowskiego w Warszawiea (1936) studiował przez dwa lata w Szkole Głównej Handlowej. Współpracował przed II wojną światową z "Kurierem Warszawskim" i "Przeglądem Sportowym" (w obu pismach kierownicze stanowiska zajmował stryj Marian), m.in. relacjonował mistrzostwa świata w narciarstwie w Zakopanem w 1939. Należał do Związku Niezależnego Młodzieży Socjalistycznej, publikował na łamach pism lewicowych "Sygnały", "Orka na ugorze". W czasie wojny należał do Armii Krajowej, redagował Dziennik Radiowy XXII Obwodu AK na Żoliborzu w powstaniu warszawskim. Po powstaniu przebywał w obozie jenieckim, a po wyzwoleniu redagował w latach 1945-1946 "Dziennik Informacyjny" w niemieckim Haren.
Powrócił do Polski w maju 1946. Do 1948 pracował w redakcji "Robotnika", początkowo w dziale zagranicznym, następnie jako sekretarz redakcji. W latach 1948–1950 był sekretarzem redakcji "Trybuny Ludu". Od 1947 pełnił funkcję sekretarza generalnego Związku Zawodowego Dziennikarzy RP (1947-1950 społecznie, 1950-1951 etatowo). W kwietniu 1951 został redaktorem naczelnym "Przeglądu Sportowego". Kierował redakcją do stycznia 1970, w latach 1952-1956 będąc jednocześnie przewodniczącym Sekcji Dziennikarzy Sportowych Stowarzyszenia Dziennikarzy Polskich. W latach 50. realizował politykę władz, np. na żądanie wiceprzewodniczącego Głównego Komitetu Kultury Fizycznej zwolnił z pracy dziennikarza "Przeglądu" Kazimierza Gryżewskiego, a dziennikarzom obsługującym igrzyska olimpijskie w Helsinkach (1952) zarzucił "brak wyrobienia politycznego i objawienie słabości ideologicznych". Niezależnie od tego przyczynił się do rozwoju "Przeglądu Sportowego" w okresie powojennym.
W 1970 Strzelecki przeszedł na stanowisko redaktora naczelnego Naczelnej Redakcji Miesięczników Fachowych ("Boks", "Brydż", "Lekkoatletyka", "Kultura Fizyczna", "Szachy", "Żagle", "Taternik"), w latach 1973-1980 był zastępcą redaktora naczelnego "Sportowca". Przeszedł na emeryturę 1 listopada 1980. Publikował artykuły dotyczące kultury fizycznej, tenisa i kolarstwa.
Poza pracą dziennikarską Strzelecki był aktywnym działaczem sportowym. W latach 1954–1975 wchodził w skład Głównej Komisji Kultury Fizycznej i Polskiego Komitetu Olimpijskiego, w latach 1964-1968 kierował Polskim Związkiem Brydża Sportowego, a 1961–1965 – Polskim Związkiem Kolarskim. Stworzył podstawy sukcesów polskiego kolarstwa lat 70. Był odznaczony m.in. Krzyżem Kawalerskim Orderu Odrodzenia Polski, Złotym Krzyżem Zasługi, Medalem za Warszawę 1939-1945, tytułem Zasłużonego Działacza Kultury Fizycznej.
Był stryjem aktora i reżysera Andrzeja Strzeleckiego. Został pochowany na cmentarzu Powązki Wojskowe w Warszawie (kwatera B23-7-12).